# ラパウ
座標: 北緯4度53分30.6秒 東経114度56分34.3秒 / 北緯4.891833度 東経114.942861度
ラパウ（Lapau）は、ブルネイ・ダルサラーム国バンダルスリブガワンにある建築物。ロイヤル・レガリアとブルネイ歴史センターの向かい側に建つ。
ラパウはブルネイ王室の伝統的な儀式が挙行されるホールである。ここには、黄金のドームになった天井がある。現在のブルネイの国王・ハサナル・ボルキアは1968年8月1日にここで戴冠した。2011年7月から発行が開始されたブルネイの紙幣には、光を当てるとラパウが浮かび上がるようになっている。
ラパウにはデワン・マジルス（Dewan Majlis）と呼ばれる古い国会議事堂が隣接する。なお、新しく大きい国会議事堂は2005年3月に建設された。ラパウに入るには公式な許可が必要である。